# Инка Парай
Инка Парай (на немски: Inka Parei) е немска писателка, автор на романи.

## Биография
Инка Парай е родена на 5 февруари 1967 г. във Франкфурт на Майн. Следва германистика, социология, политология и синология в Берлин.
Като писателка Инка Парай не спада към често публикуващите автори, предпочита качеството пред количеството на творбите си. Романът ѝ „Улична боксьорка“ („Die Schattenboxerin“) (1999) е преведен на много езици и печели световно признание.
След „Какво беше мрак“ („Was Dunkelheit war“) (2005) излиза и последният ѝ роман „Охладителната централа“ („Die Kältezentrale“) (2011). Заглавието се отнася преди всичко до подземните помещенията с климатични инсталации в сградата на вестник Нойес Дойчланд, където се развива действието, но също така се превръща в метафора за политическия климат в близкия до правителството ежедневник в Източен Берлин от 80-те години.
През 2012 г. Парай получава двуседмична стипендия в Нюйоркския университет.
Днес писателката живее в Берлин.

## Награди и отличия
- 2009: Stipendium des Heinrich-Heine-Hauses der Stadt Lüneburg
- 2009: Jahresstipendium des Deutschen Literaturfonds
- 2008: Berliner Autorenstipendium
- 2007: Aufenthaltsstipendium des Aargauer Literaturhauses
- 2003: „Награда Ингеборг Бахман“ и (награда на публиката) für die Lesung eines Auszugs aus Was Dunkelheit war
- 2003: Kelag Preis
- 2000: „Награда Ханс Ерих Носак“ (поощрение)
- 2000/2001: Stipendium des Senats von Berlin in Wiepersdorf
- 1997: Stipendium des Literarischen Colloquiums Berlin